# Nyslåttjärnarna, Dalarna
Nyslåttjärnarna är en sjö i Orsa kommun i Dalarna och ingår i Dalälvens huvudavrinningsområde. Sjön har en area på 0,0709 kvadratkilometer och ligger 437,4 meter över havet.

## Delavrinningsområde
Nyslåttjärnarna ingår i det delavrinningsområde (682566-143953) som SMHI kallar för Inloppet i Vässinjärvi. Medelhöjden är 496 meter över havet och ytan är 11,32 kvadratkilometer. Räknas de 19 avrinningsområdena uppströms in blir den ackumulerade arean 161,34 kvadratkilometer. Orsälven (Oreälven) som avvattnar avrinningsområdet har biflödesordning 2, vilket innebär att vattnet flödar genom totalt 2 vattendrag innan det når havet efter 434 kilometer. Avrinningsområdet består mestadels av skog (89 procent). Avrinningsområdet har 0,1 kvadratkilometer vattenytor vilket ger det en sjöprocent på 0,9 procent.